# جک‌اس محله هوایی
جک‌اس محله هوایی (به انگلیسی: Jackass Aeropark) یک فرودگاه همگانی است که یک باند فرود خاک دارد و طول باند آن ۱۸۹۰ متر است. این فرودگاه در کشور ایالات متحده آمریکا قرار دارد و در ارتفاع ۸۰۴٫۷ متری از سطح دریا واقع شده‌است.